# Watzenborn-Steinberg
Watzenborn-Steinberg ist der nach Einwohnerzahl größte Ortsteil der Stadt Pohlheim im mittelhessischen Landkreis Gießen.

## Geografie

### Geografische Lage
Watzenborn-Steinberg liegt am Obergermanischen Limes am Rande der Wetterau in Mittelhessen. Der Ortsteil liegt 6 km südöstlich Gießen.

### Siedlungsplätze
Siedlungsplätze innerhalb der Gemarkung waren oder sind:
- Dickmühle
- Neumühle
- Schiffenberger Mühle
- Ziegelei
- Wüstung Erlebach
- Wüstung Koden
- Wüstung Konradsrode
- Wüstung Pohlheim
- Wüstung Steinberg (Ober-)

## Geschichte

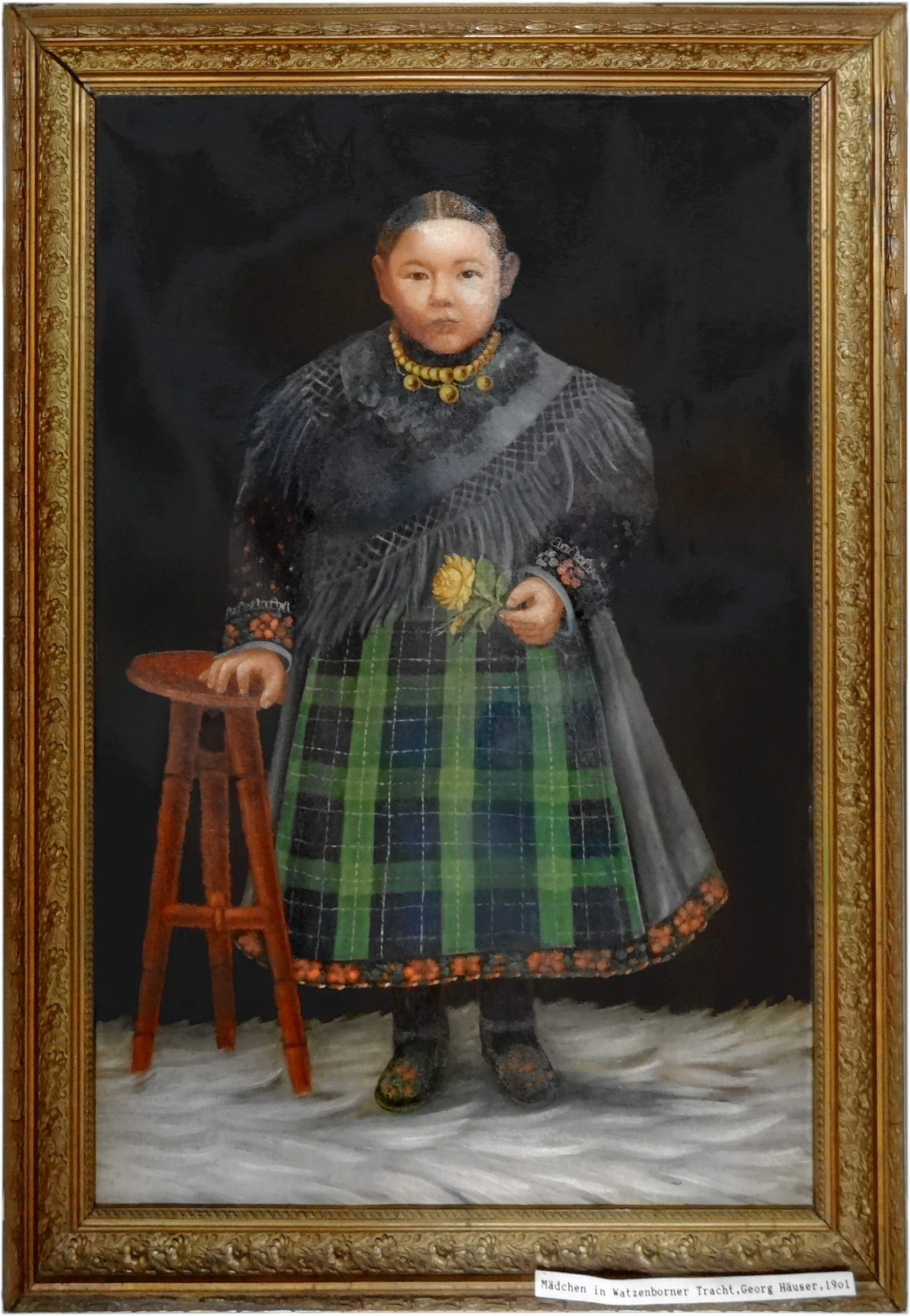
Mädchen in Watzenborner Tracht, 1901

### Ortsgeschichte
Erstmals urkundlich erwähnt wurde Wazemburne bzw. Wazenburnen als eines von fünf durch Rodung entstehenden Dörfern im Jahre 1141; allerdings war dies wohl ein Scheinoriginal bzw. eine Fälschung des 13. Jahrhunderts. In erhaltenen Urkunden späterer Zeit wurde Watzenborn-Steinberg unter den folgenden Ortsnamen erwähnt (in Klammern das Jahr der Erwähnung): Vezetburn (1278), Watzenburn (1353) und Watzenburn (1376). 1161 wird eine Taufkapelle genannt. Steinberg wurde 1288 erstmals urkundlich genannt. Die erste Schule stammt aus dem Jahre 1680. 1765 kam das Pfarrhaus dazu.
Die Statistisch-topographisch-historische Beschreibung des Großherzogthums Hessen berichtet 1830 über Watzenborn und Steinberg:

„Watzenborn (L. Bez. Giessen) evangel. Pfarrdorf; liegt 1 1⁄4 St. von Giessen, hat 106 Häuser und 642 Einwohner, die außer 1 Katholiken und 9 Juden evangelisch sind. Man findet 1 Kirche, 1 Schulhaus und 1 Mahl und Oelmühle. – Die Gräfin Clementia von Gleiberg hatte eine Stiftung für Kanoniker von der Regel des heil. Augustins auf dem Schiffenberg gegründet. Durch eine Urkunde bestimmte die Gräfin, daß die sechs Dörfer, welche auf den neuen Anrodungen angelegt seyen, nach Schiffenberg eingepfarrt werden sollten, und durch eine Urkunde von 1145 weiset der Erzbischof Albero diese sechs neu entstandene Dörfer der Kirche zu Schiffenberg zu. Diese Dörfer waren: Steinbach, Wazemburne, Erlebach, Gariwarthseich, Lotthen, Vronebach, von welchen Steinbach, Watzenborn und Garbenteich noch vorhanden, die andern aber ausgegangen sind. Die Namen des Erlebacher und Fronbacher Feldes haben sich noch erhalten. Steinberg ist ohne Zweifel später entstanden, da es nach Watzenborn eingepfarrt ist. Demnach ist Watzenborn erst im 12. Jahrhundert entstanden.“

Steinberg wurde bereits in der zweiten Hälfte des 16. Jahrhunderts mit Watzenborn zusammengeschlossen.

„Steinberg (L. Bez. Giessen) evangel. Filialdorf; liegt 1 St von Giessen, hat 51 Häuser und 300 Einwohner, die außer 2 Katholiken und 11 Juden evangelisch sind, so wie eine Mahlmühle. – Dieses Dorf ist wohl noch spätern Ursprungs als das im 12 Jahrhundert im Wiesecker Wald entstandene Dorf Watzenborn, da es in dessen Kirche eingepfarrt ist“

1955 wurde die Christuskirche errichtet, danach wurde die Alte Kirche wieder katholisch.
Vom 18. Jahrhundert bis 1942 bestand im Ort eine jüdische Gemeinde, die ab 1887 sogar einen eigenen Friedhof und ab 1892 eine eigene Synagoge hatte.
Hessische Gebietsreform (1970–1977)
Die Gemeinde Pohlheim wurde zum 31. Dezember 1970 im Zuge der Gebietsreform in Hessen durch freiwilligen Zusammenschluss der Gemeinden Dorf-Güll, Garbenteich, Grüningen, Hausen, Holzheim und Watzenborn-Steinberg gegründet. Für Watzenborn-Steinberg wurde, wie für die übrigen ehemaligen Gemeinden von Pohlheim, ein Ortsbezirk mit Ortsbeirat und Ortsvorsteher nach der Hessischen Gemeindeordnung gebildet.

### Herkunft des Ortsnamens „Watzenborn“
Einer Ortslegende zufolge geht der Name „Watzenborn“ auf eine Dorfversammlung zurück, bei der ein Name für die neu geschaffene Ortschaft gefunden werden musste. Die Einwohner des noch namenlosen Dorfes hatten keine Ideen, also einigte man sich darauf, dass der nächste hervorgebrachte Vorschlag angenommen wird. Just in diesem Moment traf ein Bauer bei der Dorfversammlung ein, der im Ortsdialekt panisch darauf aufmerksam machte, dass sein Schwein („Watz“) in („en“) den Brunnen („Born“) gefallen sei und er Hilfe bräuchte. Dieser Ausruf wurde niedergeschrieben und so war der Name „Watzenborn“ geboren.

### Verwaltungsgeschichte im Überblick
Die folgende Liste zeigt die Staaten und Verwaltungseinheiten, denen Watzenborn angehört(e):

- vor 1567: Heiliges Römisches Reich, Landgrafschaft Hessen, Amt Gießen, Gericht Steinbach[11]
- ab 1567: Heiliges Römisches Reich, Landgrafschaft Hessen-Marburg, Amt Gießen, Gericht Steinbach
- 1604–1648: Heiliges Römisches Reich, strittig zwischen Landgrafschaft Hessen-Darmstadt und Landgrafschaft Hessen-Kassel (Hessenkrieg)
- ab 1648: Heiliges Römisches Reich, Landgrafschaft Hessen-Darmstadt, Oberfürstentum Hessen, Oberamt Gießen (ab 1789), Gericht Steinbach[12]
- ab 1806: Großherzogtum Hessen,[Anm. 2] Fürstentum Ober-Hessen, Landamt Gießen[13][14]
- ab 1815: Großherzogtum Hessen, Provinz Oberhessen, Landamt Gießen[15]
- ab 1821: Großherzogtum Hessen, Provinz Oberhessen, Landratsbezirk Gießen[Anm. 3]
- ab 1832: Großherzogtum Hessen, Provinz Oberhessen, Kreis Grünberg
- ab 1837: Großherzogtum Hessen, Provinz Oberhessen, Kreis Gießen
- ab 1848: Großherzogtum Hessen, Regierungsbezirk Gießen
- ab 1852: Großherzogtum Hessen, Provinz Oberhessen, Kreis Gießen
- ab 1867: Norddeutscher Bund[Anm. 4] Großherzogtum Hessen, Provinz Oberhessen, Kreis Gießen
- ab 1871: Deutsches Reich, Großherzogtum Hessen, Provinz Oberhessen, Kreis Gießen
- ab 1918: Deutsches Reich (Weimarer Republik), Volksstaat Hessen, Provinz Oberhessen, Kreis Gießen
- ab 1938: Deutsches Reich, Volksstaat Hessen, Landkreis Gießen[16][Anm. 5]
- ab 1945: Amerikanische Besatzungszone,[Anm. 6] Groß-Hessen, Regierungsbezirk Darmstadt, Landkreis Gießen
- ab 1946: Amerikanische Besatzungszone, Hessen, Regierungsbezirk Darmstadt, Landkreis Gießen
- ab 1949: Bundesrepublik Deutschland, Hessen, Regierungsbezirk Darmstadt, Landkreis Gießen
- ab 1971: Bundesrepublik Deutschland, Hessen, Regierungsbezirk Darmstadt, Landkreis Gießen, Stadt Pohlheim
- ab 1977: Bundesrepublik Deutschland, Hessen, Regierungsbezirk Darmstadt, Lahn-Dill-Kreis, Stadt Pohlheim
- ab 1979: Bundesrepublik Deutschland, Hessen, Regierungsbezirk Darmstadt, Landkreis Gießen, Stadt Pohlheim
- ab 1981: Bundesrepublik Deutschland, Hessen, Regierungsbezirk Gießen, Landkreis Gießen, Stadt Pohlheim

### Gerichte seit 1803
In der Landgrafschaft Hessen-Darmstadt wurde mit Ausführungsverordnung vom 9. Dezember 1803 das Gerichtswesen neu organisiert. Für die Provinz Oberhessen wurde das „Hofgericht Gießen“ eingerichtet. Es war für normale bürgerliche Streitsachen Gericht der zweiten Instanz, für standesherrliche Familienrechtssachen und Kriminalfälle die erste Instanz. Die Rechtsprechung der ersten Instanz wurde durch die Ämter bzw. Standesherren vorgenommen und somit war für Watzenborn-Steinberg das „Landamt Gießen“ zuständig. Nach der Gründung des Großherzogtums Hessen 1806 wurden die Aufgaben der ersten Instanz 1821 im Rahmen der Trennung von Rechtsprechung und Verwaltung auf die neu geschaffenen Land- bzw. Stadtgerichte übertragen. „Landgericht Gießen“ war daher von 1821 bis 1879 die Bezeichnung für das erstinstanzliche Gericht, das für Watzenborn-Steinberg zuständig war.
Anlässlich der Einführung des Gerichtsverfassungsgesetzes am 1. Oktober 1879 wurden die bisherigen Land- und Stadtgerichte im Großherzogtum Hessen aufgehoben und durch Amtsgerichte an gleicher Stelle ersetzt; ebenso verfuhr man mit den als Obergerichten fungierenden Hofgerichten, deren Funktion nun die neu errichteten Landgerichte übernahmen. Die Bezirke des Stadt- und des Landgerichts Gießen wurden zusammengelegt und bildeten nun zusammen mit den vorher zum Landgericht Grünberg gehörigen Orten Allertshausen und Climbach den Bezirk des neu geschaffenen Amtsgerichts Gießen, das seitdem zum Bezirk des als Obergericht neu errichteten Landgerichts Gießen gehört. Zwischen dem 1. Januar 1977 und 1. August 1979 trug das Gericht den Namen „Amtsgericht Lahn-Gießen“, mit der Auflösung der Stadt Lahn wurde es wieder in „Amtsgericht Gießen“ umbenannt.

## Bevölkerung

### Einwohnerstruktur 2011
Nach den Erhebungen des Zensus 2011 lebten am Stichtag dem 9. Mai 2011 in Watzenborn-Steinberg 7206 Einwohner. Darunter waren 456 (6,3 %) Ausländer. Nach dem Lebensalter waren 1314 Einwohner unter 18 Jahren, 3162 zwischen 18 und 49, 1404 zwischen 50 und 64 und 1326 Einwohner waren älter. Die Einwohner lebten in 3144 Haushalten. Davon waren 1068 Singlehaushalte, 894 Paare ohne Kinder und 861 Paare mit Kindern, sowie 249 Alleinerziehende und 75 Wohngemeinschaften. In 612 Haushalten lebten ausschließlich Senioren und in 2256 Haushaltungen lebten keine Senioren.

### Einwohnerentwicklung
| • 1502: | 12 + 7 Männer                                                                           |
| • 1577: | 61 Hausgesesse                                                                          |
| • 1630: | 06 zweispännige, 22 einspännige Ackerleute, 18 Einläuftige, 8 Witwen, 8 Vormundschaften |
| • 1669: | 353 Seelen                                                                              |
| • 1742: | 05 Geistliche/Beamte, 149 Untertanen, 51 Junge Mannschaften, 2 Beisassen/Juden          |
| • 1791: | 622 Einwohner                                                                           |
| • 1800: | 421 (Steinberg 235) Einwohner                                                           |
| • 1806: | 763 Einwohner, 138 Häuser                                                               |
| • 1829: | 942 Einwohner, 157 Häuser                                                               |
| • 1867: | 1247 Einwohner, 217 Häuser                                                              |

| Watzenborn-Steinberg: Einwohnerzahlen von 1791 bis 2011 | Watzenborn-Steinberg: Einwohnerzahlen von 1791 bis 2011 | Watzenborn-Steinberg: Einwohnerzahlen von 1791 bis 2011 | Watzenborn-Steinberg: Einwohnerzahlen von 1791 bis 2011 | Watzenborn-Steinberg: Einwohnerzahlen von 1791 bis 2011 |
| --- | ------------------------------------------------------- | ------------------------------------------------------- | ------------------------------------------------------- | ------------------------------------------------------- |
| Jahr |                                                         |                                                         |                                                         | Einwohner                                               |
| 1791 | 1791                                                    |                                                         | 622                                                     | 622                                                     |
| 1800 | 1800                                                    |                                                         | 656                                                     | 656                                                     |
| 1806 | 1806                                                    |                                                         | 763                                                     | 763                                                     |
| 1829 | 1829                                                    |                                                         | 942                                                     | 942                                                     |
| 1834 | 1834                                                    |                                                         | 1.008                                                   | 1.008                                                   |
| 1840 | 1840                                                    |                                                         | 1.080                                                   | 1.080                                                   |
| 1846 | 1846                                                    |                                                         | 1.141                                                   | 1.141                                                   |
| 1852 | 1852                                                    |                                                         | 1.231                                                   | 1.231                                                   |
| 1858 | 1858                                                    |                                                         | 1.137                                                   | 1.137                                                   |
| 1864 | 1864                                                    |                                                         | 1.188                                                   | 1.188                                                   |
| 1871 | 1871                                                    |                                                         | 1.318                                                   | 1.318                                                   |
| 1875 | 1875                                                    |                                                         | 1.373                                                   | 1.373                                                   |
| 1885 | 1885                                                    |                                                         | 1.462                                                   | 1.462                                                   |
| 1895 | 1895                                                    |                                                         | 1.585                                                   | 1.585                                                   |
| 1905 | 1905                                                    |                                                         | 1.909                                                   | 1.909                                                   |
| 1910 | 1910                                                    |                                                         | 2.044                                                   | 2.044                                                   |
| 1925 | 1925                                                    |                                                         | 2.149                                                   | 2.149                                                   |
| 1939 | 1939                                                    |                                                         | 2.690                                                   | 2.690                                                   |
| 1946 | 1946                                                    |                                                         | 3.437                                                   | 3.437                                                   |
| 1950 | 1950                                                    |                                                         | 3.665                                                   | 3.665                                                   |
| 1956 | 1956                                                    |                                                         | 3.855                                                   | 3.855                                                   |
| 1961 | 1961                                                    |                                                         | 4.247                                                   | 4.247                                                   |
| 1967 | 1967                                                    |                                                         | 4.848                                                   | 4.848                                                   |
| 1980 | 1980                                                    |                                                         | ?                                                       | ?                                                       |
| 1990 | 1990                                                    |                                                         | ?                                                       | ?                                                       |
| 2000 | 2000                                                    |                                                         | ?                                                       | ?                                                       |
| 2011 | 2011                                                    |                                                         | 7.206                                                   | 7.206                                                   |
| Datenquelle: Historisches Gemeindeverzeichnis für Hessen: Die Bevölkerung der Gemeinden 1834 bis 1967. Wiesbaden: Hessisches Statistisches Landesamt, 1968. Weitere Quellen: ; Zensus 2011 |                                                         |                                                         |                                                         |                                                         |

### Historische Religionszugehörigkeit
| Quelle: Historisches Ortslexikon |                                                          |
| • 1830:                          | 632 evangelische, ein katholischer, 9 jüdische Einwohner |
| • 1861:                          | 284 evangelisch-lutherische, 2 katholische Einwohner     |
| • 1961:                          | 3289 evangelische, 739 katholische Einwohner             |

### Historische Erwerbstätigkeit
| • 1747: | Erwerbspersonen: 2 Schmiede, 2 Leineweber, 1 Drechsler, 1 Schuhflicker, 2 Tagelöhner.                                                                    |
| • 1961: | Erwerbspersonen: 308 Land- und Forstwirtschaft, 1028 Prod. Gewerbe, 373 Handel, Verkehr und Nachrichtenübermittlung, 326 Dienstleistungen und Sonstiges. |

## Politik
Das Wappen und die Flagge wurden am 23. Dezember 1953 durch das Hessische Innenministerium genehmigt.
Wappen
| Wappen von Watzenborn-Steinberg | Blasonierung: „Schild schräglinks geteilt. Oben im silbernen Feld ein schwarzes Deutschordensritterkreuz, unten im blauen Feld zwei silberne Noten (verbundene Achtel) im Notenliniensystem.“ |
| Wappen von Watzenborn-Steinberg | Watzenborn und das in neuerer Zeit eingemeindete Steinberg gehörten zum ursprünglichen Besitz des Klosters Schiffenberg, der 1323 der Kommende Marburg des Deutschen Ordens inkorporiert wurde. Daher steht das Ordenskreuz im Gemeindewappen. Die Musiknoten stellen einen in der kommunalen Heraldik bisher einmaligen Einfall dar. Sie symbolisieren die Sangesfreudigkeit der Gemeindebevölkerung, die sich in den zahlreichen bekannten Gesangvereinen des Dorfes äußert. |

Flagge
Flaggenbeschreibung: „Auf der weißen Mittelbahn des blau-weiß-blauen Flaggentuches das Wappen der Gemeinde Watzenborn-Steinberg.“

## Vereine
Watzenborn ist überregional als „singendes Dorf“ bekannt, weswegen es mehrere bekannte Gesangvereine gibt, darunter:
- Gesangverein „Germania“ 1868 Watzenborn-Steinberg e. V.
- Gesangverein „Eintracht“ 1869 Watzenborn-Steinberg e. V.
- Gesangverein „Sängerkranz“ 1876 Watzenborn-Steinberg e. V.
- Gesangverein „Jugendfreund“ 1888 Watzenborn-Steinberg
- Gesangverein „Harmonie“ 1906/83 Watzenborn-Steinberg e. V.

In Watzenborn-Steinberg sind die Vereine FC Gießen (Fußball, hervorgegangen aus der Fusion des VfB Gießen und der SC Teutonia Watzenborn-Steinberg) und NSC Watzenborn-Steinberg (Tischtennis) beheimatet.

## Wirtschaft und Infrastruktur
- Im Ort gibt es ein Dorfgemeinschaftshaus, eine Sporthalle und mehrere Kindergärten.
- Limesschule ist der Name der örtlichen Grundschule. Die Grundschule erhält derzeit einen Neubau, der noch im Bau ist (Stand: März 2023).[23] Dazu gibt es noch die Adolf-Reichwein-Schule, eine Gesamtschule benannt nach dem Widerstandskämpfer mit über 800 Schülern.[24]
- Das expandierende Wohn- und Industriegebiet „Neue Mitte“ bildet das wirtschaftliche Zentrum Pohlheims. Dort befinden sich vor allem Supermärkte und Discounter, aber auch die Pohlheimer Hauptfiliale der Volksbank Mittelhessen. Außerdem etablierte sich in den letzten Jahren ein Ärztezentrum in der Neuen Mitte, in dem sich Praxen verschiedener Richtungen niederließen.
- 1972 bekam Watzenborn-Steinberg ein Hallenbad. Im gesamten Landkreis Gießen ist es das einzige mit einem 50 Meter langen Schwimmerbecken.[25]

### Verkehr

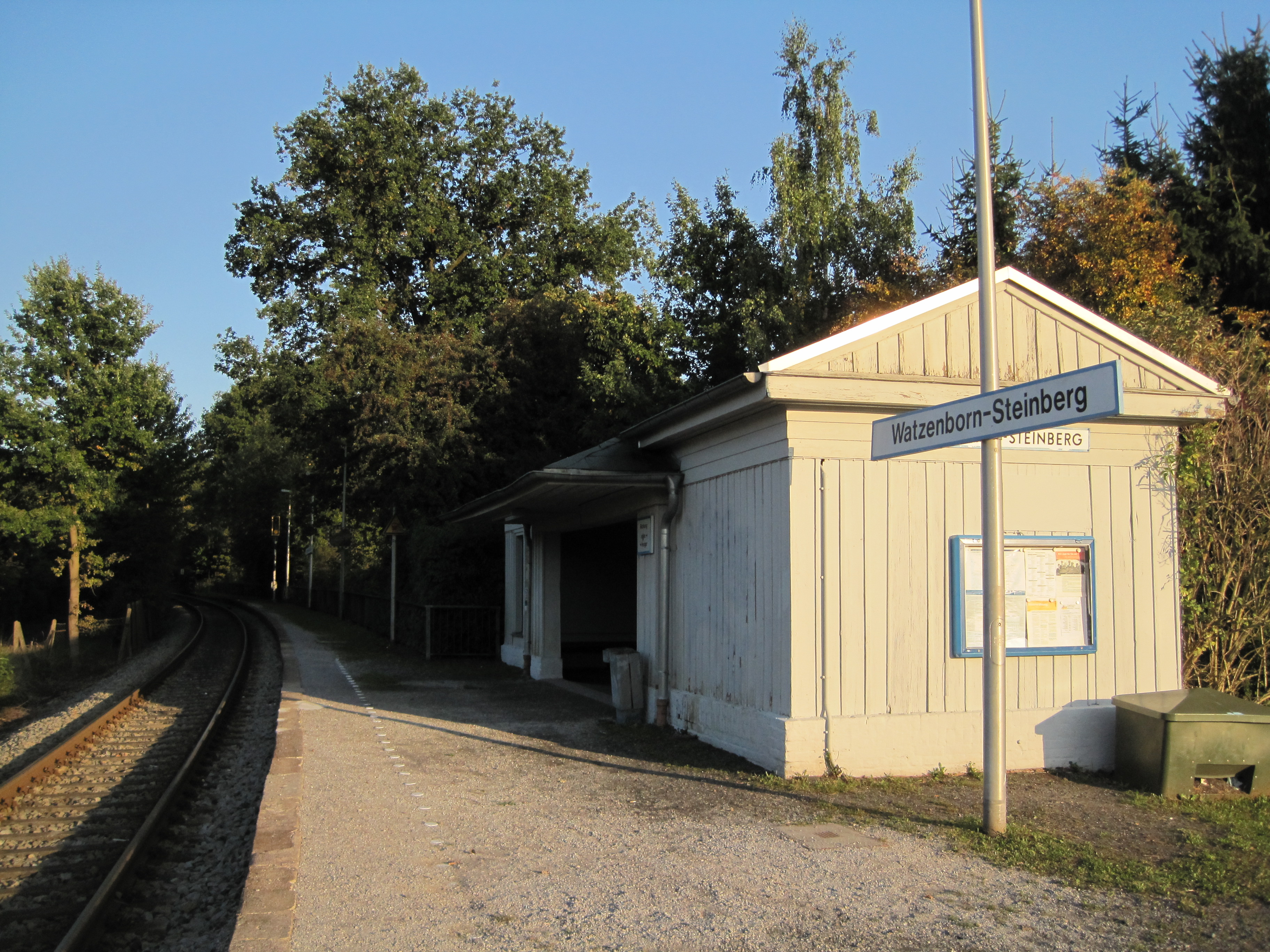
Haltepunkt Watzenborn-Steinberg

- Im Ort treffen sich die Landesstraßen 3129 und 3132.
- Seit 1869 besteht ein Bahnhof bzw. Haltepunkt an der Bahnstrecke Gießen–Gelnhausen (Lahn-Kinzig-Bahn). Es verkehrt die RB 46 Gießen–Hungen–Nidda–Gelnhausen.